# Battaglia di Novorossijsk (1943)
La battaglia di Novorossijsk si svolse tra il 4 e il 15 febbraio 1943 nell'ambito dei più vasti eventi del fronte orientale della seconda guerra mondiale. Caduta in mano alle forze dell'Asse nel settembre 1942, la città di Novorossijsk rappresentava un importante scalo nelle acque del Mar Nero e la sua riconquista costituiva un obiettivo strategico per le forze dell'Unione Sovietica. Agli ordini del generale Ivan Maslennikov e dell'ammiraglio Filipp Oktâbr'skij, le unità dell'Armata Rossa lanciarono quindi un'offensiva nelle prime ore del 4 febbraio per riconquistare la città con un'operazione anfibia lungo la costa a sud-ovest dell'abitato di Novorossijsk.
Lo sbarco principale, appoggiato da lanci di paracadutisti e bombardamenti dal mare da parte delle navi della Flotta del Mar Nero, fu tentato nei pressi della località di Južnaja Ozerejka, mentre uno sbarco secondario con funzione diversiva aveva luogo all'imboccatura meridionale della Baia del Cemes nei pressi del villaggio di Stanička. Lo sbarco a Južnaja Ozerejka si trasformò ben presto in un disastro: le imbarcazioni sovietiche che tentavano di arrivare a riva furono accolte da un pesante fuoco di sbarramento da parte dei difensori tedeschi e rumeni, che impedirono l'afflusso di ulteriori rinforzi; le poche centinaia di soldati sovietici sbarcati furono ben presto eliminate nei giorni seguenti sancendo il fallimento dell'operazione.
Il piccolo distaccamento sceso a terra a Stanička riuscì invece a stabilire una solida testa di ponte; immediatamente rinforzato da ulteriori reparti, nei giorni seguenti il contingente riuscì a espandere il perimetro fino ad arrivare nei pressi dei sobborghi di Novorossijsk dove fu infine bloccato dalle truppe dell'Asse. La città di Novorossijsk rimase quindi in mano ai tedeschi fino al settembre 1943, quando venne infine sgombrata dagli occupanti.

## Antefatti

### Obiettivo Novorossijsk

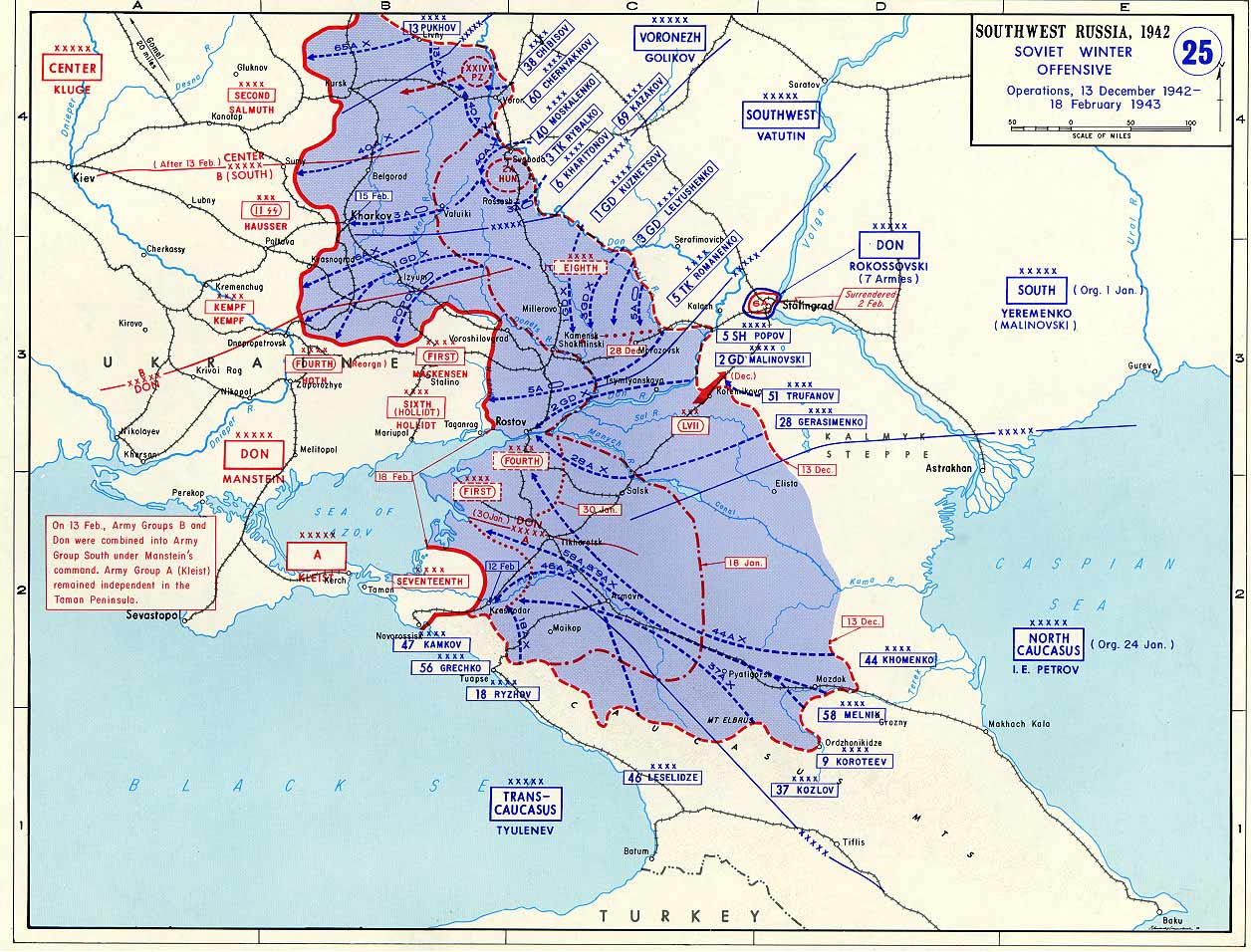
Operazioni nel settore meridionale del fronte orientale tra il dicembre 1942 e il febbraio 1943

Posta lungo la costa meridionale della regione del Kuban' in fondo alla Baia del Cemes, la città di Novorossijsk rappresentava un importante scalo navale nel bacino del Mar Nero; a seguito dell'invasione tedesca dell'URSS e della conseguente occupazione della Crimea e dell'Ucraina, la città era divenuta inoltre un'importante base navale avanzata per le unità della Flotta del Mar Nero sovietica, scacciate dai loro ancoraggi principali di Sebastopoli e a corto di scali attrezzati per il ricovero e la riparazione delle imbarcazioni più importanti. L'occupazione di Novorossijsk rappresentava quindi un importante obiettivo strategico per le forze tedesche impegnate, dalla fine del giugno 1942, nella grande e risolutiva offensiva sferrata nella Russia meridionale (la cosiddetta operazione Blu): lanciato nella sua corsa verso i campi petroliferi del Caucaso, il Gruppo d'armate A del Generalfeldmarschall Wilhelm List distaccò quindi la 17ª Armata del generale Richard Ruoff perché occupasse Novorossijsk e gli altri importanti centri costieri della regione del Kuban'.
Le forze di Ruoff, composte da truppe tedesche e rumene, attaccarono Novorossijsk alla fine dell'agosto 1942, e per il 10 settembre la città e il suo porto erano cadute in mano alle forze dell'Asse nonostante la dura resistenza opposta dai difensori sovietici. Le unità dell'Armata Rossa, tuttavia, mantennero il possesso dei sobborghi orientali della città e della strada costiera che correva verso sud, impedendo ai tedeschi di avanzare ulteriormente lungo la costa del Kuban' prima che l'inverno imponesse un forzato stop alle operazioni; l'attenzione dei tedeschi era stata del resto dirottata molto più a nord sul fronte davanti Stalingrado, dove era in corso una feroce battaglia.
La situazione mutò drasticamente nel novembre 1942, quando i sovietici diedero il via a una serie di controffensive accerchiando le forze dell'Asse a Stalingrado (operazione Urano) e spezzando in più punti il loro fronte lungo il fiume Don entro la fine dell'anno. Con la prospettiva che i sovietici potessero raggiungere le coste del Mar d'Azov e tagliarlo fuori, il Gruppo d'armate A dovette immediatamente arrestare l'avanzata alla volta del Caucaso e dare il via a una ritirata generale alla volta dell'Ucraina; pensando di poter riprendere l'avanzata in futuro, però, Hitler pretese che la 17ª Armata mantenesse il possesso della regione del Kuban' attestandosi a difesa
.

### I piani sovietici
Piani per una riconquista di Novorossijsk erano stati abbozzati dai sovietici fin dal novembre 1942, e in una riunione dello Stavka il 24 gennaio 1943 venne approvato un ambizioso disegno che puntava a liberare la città e circondare la 17ª Armata tedesca nel Kuban' tramite una combinazione di attacchi terrestri e sbarchi anfibi lungo la costa. Dell'operazione fu incaricato l'appena creato "Fronte del Caucaso del nord" del generale Ivan Maslennikov: il piano prevedeva un'offensiva terrestre da parte della 47ª Armata del generale Ivan Petrov a nord-est della città cui avrebbero fatto seguito gli sbarchi anfibi della 18ª Armata del generale Aleksandr Ryžov nei pressi del villaggio di Južnaja Ozerejka a una trentina di chilometri a sud-ovest del centro abitato, con uno sbarco secondario a fini diversivi previsto più a est a Capo Khako, all'imboccatura meridionale della Baia del Cemes, presso il villaggio di Stanička; gli sbarchi avrebbero goduto dell'appoggio delle unità della Flotta del Mar Nero agli ordini del viceammiraglio Filipp Oktâbr'skij, incaricato di dirigere la parte anfibia dell'operazione.
La prima ondata di truppe da sbarco, radunata nel porto di Gelendžik a pochi chilometri da Novorossijsk, comprendeva la 255ª Brigata di fanteria di marina, il 563º Battaglione corazzato indipendente, un battaglione di mitraglieri e unità di supporto; la seconda ondata, che doveva prendere il mare dal più distante porto di Tuapse, si strutturava invece sull'83ª Brigata di fanteria di marina, sulla 165ª Brigata di fanteria e sul 29º Reggimento di artiglieria controcarro. L'operazione non nasceva sotto i migliori auspici: vari ufficiali criticarono la scelta di Južnaja Ozerejka come sito dello sbarco principale in ragione della presenza nella zona di vari campi di mine navali nonché della forte distanza da Novorossijsk stessa. Le condizioni meteo si preannunciavano pessime, fattore che aggravava la generale inesperienza dei reparti sovietici in fatto di operazioni anfibie nonché l'indisponibilità di mezzi anfibi adeguati: in mancanza di veri e propri mezzi da sbarco, per il trasporto dei reparti fu impiegato un coacervo di imbarcazioni di vario tipo e provenienza come cannoniere, pescherecci e navi civili; i 30 carri leggeri del 563º Battaglione corazzato (veicoli M3 Stuart di fabbricazione statunitense ottenuti tramite la legge Lend-Lease) sarebbero stati portati a terra da tre grosse chiatte trainate da rimorchiatori, le quali poi avrebbero formato un improvvisato molo cui far attraccare le navi da trasporto dotate di pescaggio troppo elevato per potersi avvicinarsi alle spiagge.

## La battaglia

### Mosse preliminari
Il 27 gennaio 1943 la 47ª Armata di Petrov iniziò la sua offensiva in direzione di Novorossijsk, attaccando le linee della 17ª Armata tedesca nella zona tra Krymsk e Verchne-Bakanskij. Il piano sovietico prevedeva di dare il via agli sbarchi a Novorossijsk solo dopo che le forze di Petrov avessero ottenuto uno sfondamento, ma per il 1º febbraio le difese tedesco-rumene avevano retto all'offensiva e impedito qualunque breccia nelle loro linee; sperando che lo sbarco potesse agevolare gli attacchi di Petrov distogliendo le riserve dell'Asse, il generale Maslennikov ordinò di procedere comunque con l'operazione anfibia che venne fissata per le prime ore del 4 febbraio.
L'imbarco dei reparti della prima ondata a Gelendžik iniziò nel pomeriggio del 3 febbraio, degenerando ben presto nella confusione più totale a causa dell'inadeguatezza allo scopo delle strutture portuali locali; ad ogni modo, alle 19:40, con solo 30 minuti di ritardo sulla tabella di marcia prefissata, le truppe agli ordini del contrammiraglio Nikolaj Efremovič Basistyj erano state caricate a bordo delle imbarcazioni e avevano iniziato a lasciare il porto. La scorta e il supporto di fuoco alla forza da sbarco erano garantiti dal gruppo navale del contrammiraglio Lev Vladimirskij, comprendente gli incrociatori leggeri Krasnyj Kavkaz (nave ammiraglia) e Krasnyj Krym, il cacciatorpediniere conduttore Char'kov e i cacciatorpediniere Bespoŝadnyj e Soobrazitel'nyj.
Lo sbarco a Južnaja Ozerejka era previsto per le 01:30 del 4 febbraio, preceduto alle 00:45 da un lancio di 80 paracadutisti a nord della cittadina tra i villaggi di Glebovka e Vasilevka, da bombardamenti aerei e navali sulle spiagge dello sbarco previsti alle 01:00 nonché da varie azioni diversive lungo la costa per sviare i difensori. La prima ondata, tuttavia, iniziò subito ad accumulare un forte ritardo: le pessime condizioni del mare ostacolarono la marcia delle imbarcazioni, in particolare delle chiatte cariche dei carri armati le quali si dimostrarono completamente inadeguate a operare in mare aperto. Il contrammiraglio Basistyj chiese a Vladimirskij di posticipare l'inizio del fuoco di sbarramento sulle spiagge dello sbarco di almeno 90 minuti, e ordinò di fissare l'arrivo della seconda ondata alle 04:40; informato del cambiamento l'ammiraglio Oktjabr'skij ordinò tuttavia di procedere con l'operazione secondo il piano originario, onde non rinunciare alla copertura offerta dal buio agli sbarchi, ma il suo messaggio raggiunse Basistyj e Vladimirskij troppo tardi perché i due potessero riprendere la tabella di marcia originaria: come conseguenza, i bombardamenti aerei, i lanci dei paracadutisti e le operazioni diversive furono condotte con largo anticipo sull'arrivo delle truppe a Južnaja Ozerejka, vanificandone in gran parte l'effetto.

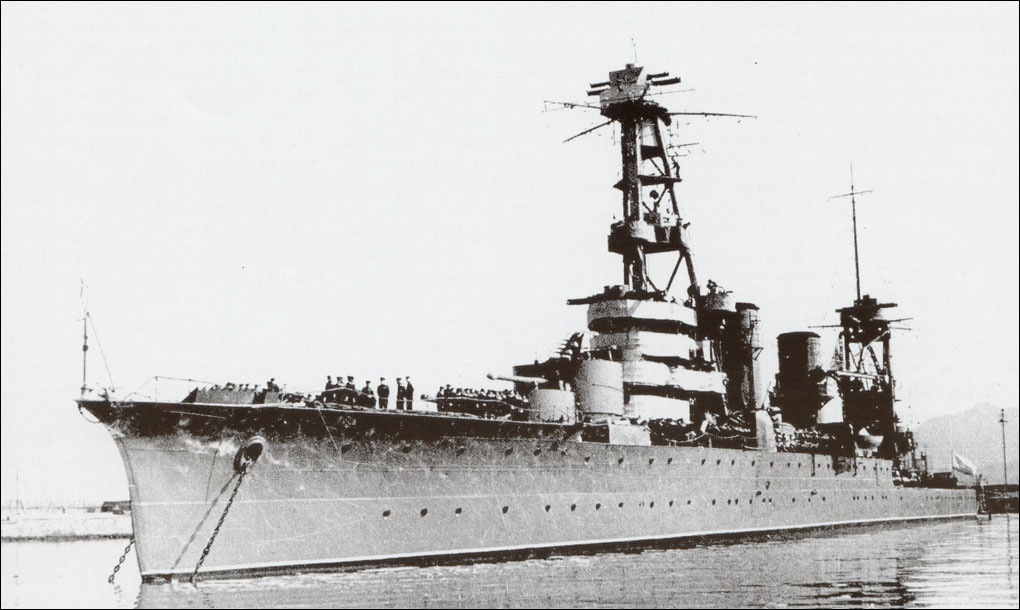
L'incrociatore Krasnyj Kavkaz, nave ammiraglia della forza d'appoggio sovietica

La difesa di Novorossijsk e di tutta la costa meridionale della penisola di Taman' era responsabilità del V Corpo d'armata tedesco del generale Wilhelm Wetzel; a protezione della costa a sud-ovest di Novorossijsk era schierata la 10ª Divisione di fanteria romena, rinforzata da alcuni reparti di artiglieria costiera, di artiglieria contraerea e di proiettori da ricerca tedeschi. Le operazioni di ricognizione delle spiagge eseguite dalle unità sovietiche nei giorni precedenti avevano attirato l'attenzione delle forze dell'Asse, e alle 00:35 del 4 febbraio il comando del V Corpo mise in stato di massima allerta tutti i reparti dipendenti circa la possibilità che il nemico potesse lanciare un'operazione anfibia. Le manovre diversive sovietiche iniziarono come previsto alle 00:45, con una serie di bombardamenti aerei e navali in vari punti della costa; il lancio dei paracadutisti tra Glebovka e Vasilevka ebbe luogo come previsto, anche se uno degli aerei da trasporto dovette rientrare alla base senza essere riuscito a individuare la zona di lancio, riducendo di un buon 25% la consistenza della forza sovietica: più che causare danno alle forze dell'Asse, questo lanciò finì però con il dare un'indicazione precisa sul luogo dell'imminente sbarco sovietico.

### Lo sbarco a Južnaja Ozerejka

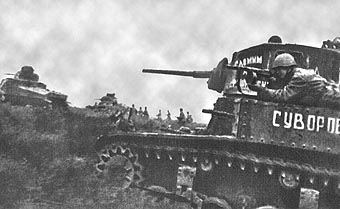
Truppe sovietiche a bordo di carri leggeri M3 Stuart, ceduti dagli Stati Uniti per effetto della legge degli affitti e prestiti

Alle 02:30 le unità sovietiche iniziarono il tiro contro le postazioni tedesco-rumene a Južnaja Ozerejka. Il bombardamento fu molto pesante, con almeno 2 000 colpi di grosso calibro sparati dalle navi del gruppo di Vladimirskij cui si unirono alcune batterie di lanciarazzi Katjuša montati su imbarcazioni leggere (il primo impiego di un tale sistema d'arma in ambiente navale); tuttavia, la mancanza di un efficace sistema di direzione del tiro lasciò intatte molte delle postazioni difensive dell'Asse. Gli incrociatori cessarono il fuoco alle 03:00, anche se i cacciatorpediniere continuarono a cannoneggiare le spiagge fino all'arrivo dei primi mezzi da sbarco alle 03:30.
Non appena le prime imbarcazioni dei sovietici si avvicinarono alla spiaggia, furono inquadrate dai proiettori tedeschi e fatte oggetto di un pesante fuoco di artiglieria, mortai e mitragliatrici; molte imbarcazioni furono colpite e il guardacoste SKA-051, centrato in pieno, esplose e affondò con la morte di tutti gli occupanti tra cui il comandante della forza di avanguardia sovietica, capitano di corvetta (Kapitan 3-go ránga) A. P. Ivanov: questa perdita in particolare fu molto grave, perché lasciò i primi reparti sbarcati senza guida e coordinazione. Le lente chiatte cariche dei carri armati si rivelarono bersagli anche troppo facili per i cannonieri dell'Asse: la prima di esse venne colpita a circa 200 metri dalla spiaggia e iniziò ad affondare con tutti i dieci carri leggeri ancora a bordo, obbligando i 350 uomini imbarcati a nuotare nell'acqua gelida per mettersi in salvo. La seconda chiatta riuscì ad avvicinarsi fino a 100 metri dalla riva prima di essere immobilizzata da un ostacolo sommerso: il bersaglio immobile fu incendiato dal fuoco nemico e infine esplose fragorosamente dopo che le fiamme ebbero raggiunto le munizioni stivate a bordo, ma sette dei dieci carri riuscirono a sbarcare e a raggiungere la riva nonostante le alte onde. La terza chiatta, rimasta attardata, cercò di avvicinarsi alla riva ma il cavo che la univa al suo rimorchiatore fu tranciato dal fuoco nemico e il natante iniziò a procedere alla deriva in preda a un incendio: l'equipaggio riuscì in qualche modo a manovrare fino a riva e a sbarcare tre carri, prima che le fiamme inghiottissero la chiatta.
Poco più di 1 400 soldati della 255ª Brigata di fanteria di marina con dieci carri leggeri riuscirono a scendere a terra a Južnaja Ozerejka, dove l'ufficiale più alto in grado presente sulla spiaggia, il capitano Kuzmin' del 142º Battaglione, assunse il comando; il comandante della 255ª Brigata, colonnello A. S. Potapov, e il suo stato maggiore non riuscirono a sbarcare, circostanza resa ancora più grave dal fatto che le truppe a terra non avevano a disposizione apparecchiature radio funzionanti. I natanti sovietici tentarono fino alle 06:00 di sbarcare ulteriori truppe sulla spiaggia, ma ogni volta furono respinti con pesanti perdite dal fuoco nemico; alla 06:20 il contrammiraglio Basistyj ordinò infine di sospendere ogni ulteriore tentativo di sbarco e di riportare le navi a Gelendžik, temendo l'imminente arrivo sulla flotta di incursioni aeree tedesche.

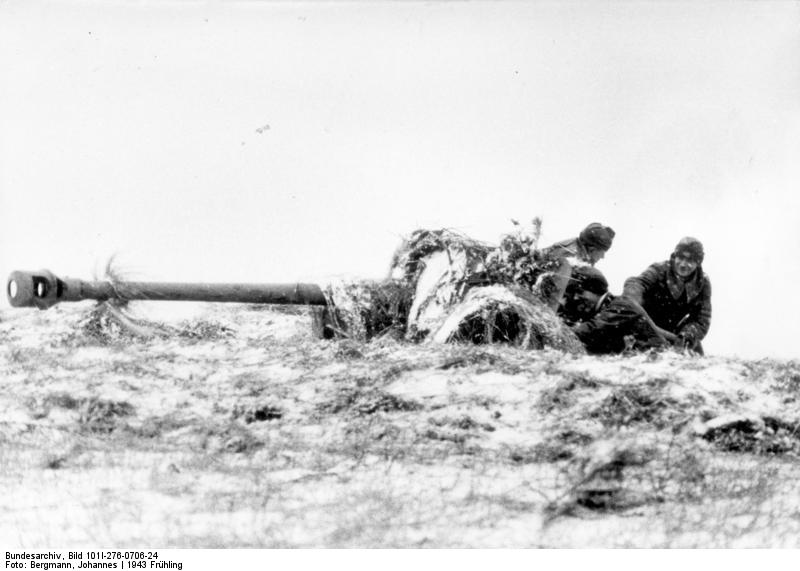
Truppe tedesche con cannone anticarro 7,5 cm PaK 40 in azione in Russia nel 1943

La spiaggia di Južnaja Ozerejka si rivelò circondata da alte scogliere e completamente battuta dal tiro dei mortai rumeni, che sparavano mantenendosi al coperto sull'altro lato delle alture; dopo pesanti scontri anche corpo a corpo, tuttavia, i sovietici individuarono una gola non protetta attraverso la quale riuscirono a infiltrarsi attraverso le linee rumene per prenderle alle spalle: la presenza dei seppur pochi corazzati sovietici demoralizzò i reparti rumeni che si diedero a un ripiegamento disordinato, e alla fine il villaggio di Južnaja Ozerejka cadde in mano agli attaccanti. I difensori rumeni lasciarono sul campo non meno di 300 tra morti, feriti e prigionieri, ma la forza sovietica era ora ridotta a non più di 800 uomini in grado di combattere con otto carri funzionanti; in mancanza di nuovi ordini, i reparti sovietici decisero di proseguire con il piano originario e avanzarono quindi verso il villaggio di Glebovka per ricongiungersi con i paracadutisti: la disorganizzata resistenza dei reparti tedeschi e rumeni venne piegata e alla sera del 4 febbraio i sovietici avevano raggiunto i sobborghi meridionali di Glebovka, pur lamentando la perdita di altri tre carri armati. I rinforzi tedeschi, rappresentati da un battaglione di Gebirgsjäger, un battaglione corazzato e quattro batterie di artiglieria, avevano tuttavia raggiunto i demoralizzati reparti rumeni della 10ª Divisione, che si ripresero dallo sbandamento e bloccarono ogni ulteriore avanzata sovietica.
Dopo il tramonto del 4 febbraio due guardacoste sovietici si diressero da Gelendžik alla spiaggia di Južnaja Ozerejka per ristabilire le comunicazioni con i reparti sbarcati, ma dovettero tornare indietro a causa del pesante fuoco nemico; ricognizioni aeree eseguite il giorno successivo testimoniarono che i reparti a terra erano ancora impegnati in duri scontri con il nemico, ma l'ammiraglio Oktjabr'skij cancellò ogni ulteriore tentativo di portare aiuti per concentrare tutte le risorse disponibili verso la testa di ponte di Stanička. Nel corso del 5 febbraio i reparti sovietici affrontarono pesanti scontri con le unità tedesche e rumene, finché a sera gli ultimi superstiti, appoggiati dai soli due carri ancora funzionanti, non furono confinati in un'esigua sacca un chilometro a ovest di Južnaja Ozerejka; i superstiti si divisero quindi in piccoli gruppi e cercarono di filtrare attraverso le linee nemiche. Un gruppo di 25 fanti di marina e 18 paracadutisti riuscì a unirsi a una banda di partigiani sovietici dotati di radio, e venne evacuato da alcune imbarcazioni la sera del 9 febbraio; un gruppo più numeroso guidato dal capitano Kuzmin' tentò di aprirsi la strada fino alla testa di ponte di Stanička, ma dopo una ventina di giorni solo cinque uomini riuscirono a raggiungere le linee sovietiche.

### Lo sbarco a Stanička

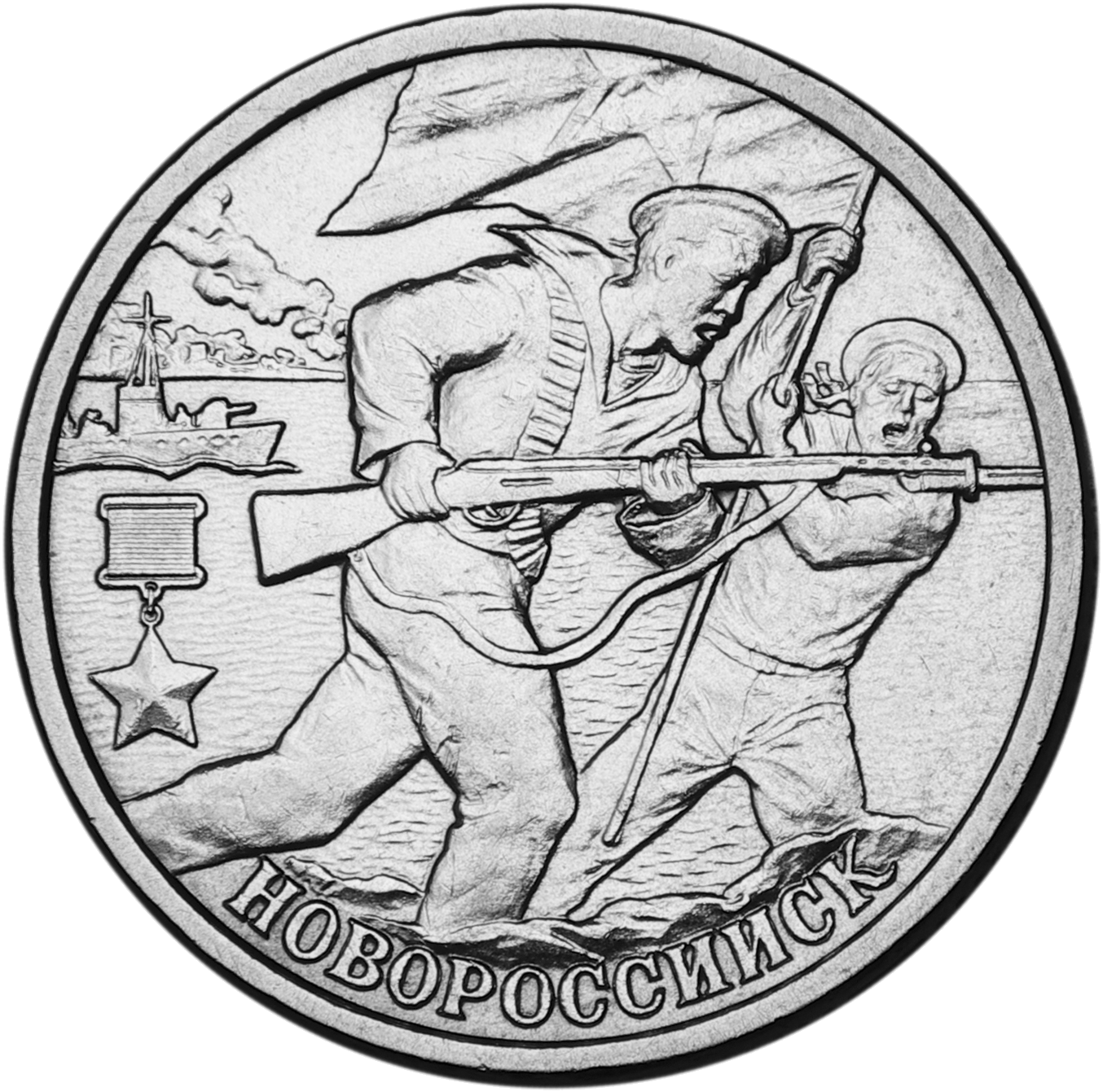
Una moneta commemorativa coniata in onore dei reparti della fanteria di marina sovietica impegnati nella battaglia di Novorossijsk

Mentre gli sbarchi a Južnaja Ozerejka avevano inizio, una piccola forza di 250 fanti di marina sovietici, tutti volontari agli ordini del maggiore Cezar' L'vóvič Kunikov, prese terra più a sud-est a Capo Khako, presso il piccolo villaggio di pescatori di Stanička; lo scopo di questa forza era quello di attirare l'attenzione dei tedesco-rumeni e distrarli dallo sbarco principale a Južnaja Ozerejka, un compito considerato dagli stessi appartenenti al manipolo sovietico come una missione quasi suicida.
L'azione ebbe inizio alle 01:30 con un pesante fuoco di artiglieria sulla spiaggia dello sbarco: oltre al fuoco delle navi al largo e delle batterie di Katjuša montate su imbarcazioni, al bombardamento si unirono i pezzi d'artiglieria pesanti appostati sulla riva orientale della Baia del Cemes, tenuta da forze sovietiche; a differenza del bombardamento a Južnaja Ozerejka, il fuoco d'artiglieria a Capo Khako fu molto più efficace e mise a tacere diverse postazioni tedesche che difendevano la spiaggia. Con la copertura di uno sbarramento fumogeno steso dalle torpediniere al largo, la forza di Kunikov scese a terra e ingaggiò pesanti scontri con i difensori, arrivando anche al corpo a corpo; alla fine, alle 02:40 Kunikov segnalò che le sue truppe erano riuscite a stabilire una ristretta testa di ponte lungo la spiaggia rocciosa, e chiese rinforzi. Circa 800 soldati sovietici furono distolti dalla forza inviata a Južnaja Ozerejka e spediti a puntellare la testa di ponte di Capo Khako: i sovietici riuscirono così a impossessarsi della parte meridionale dell'abitato di Stanička e a stabilire un perimetro lungo quattro chilometri e profondo due e mezzo, ben presto noto come Malaja Zemlja ("piccola terra").
Il successo nel respingere rapidamente lo sbarco sovietico a Južnaja Ozerejka instillò un falso senso di sicurezza nei comandi tedeschi, che sottovalutarono la testa di ponte a Stanička e si mossero troppo lentamente per eliminarla: un'offensiva in tal senso fu progettata dalla 17ª Armata per il 7 febbraio, in attesa che la 198ª Divisione fanteria tedesca completasse il trasferimento da Krasnodar a Novorossijsk. All'opposto, il comandante del Fronte del Caucaso Maslennikov non mostrò alcuna esitazione e ordinò che la testa di ponte venisse immediatamente rinforzata e tenuta a ogni costo: nel giro di pochi giorni circa 17 000 uomini, 21 cannoni e 74 mortai della 18ª Armata furono sbarcati all'interno dell'angusto perimetro, rendendo vano qualunque tentativo tedesco di ributtare in mare i sovietici. Il maggiore Kunikov non poté tuttavia godersi il suo successo: nella notte tra l'11 e il 12 febbraio rimase gravemente ferito dopo aver calpestato una mina, e benché evacuato cadde vittima della gangrena in un ospedale di Gelendžik il 14 febbraio seguente; Kunikov fu insignito postumo del titolo di Eroe dell'Unione Sovietica, massima onorificenza nazionale dell'URSS.
Nonostante vari contrattacchi tedeschi, le forze sovietiche ammassate nella Malaja Zemlja, ora agli ordini del colonnello Potapov della 255ª Brigata, riuscirono non solo a tenere la posizione ma anche a espandere lentamente il perimetro della testa di ponte. I tedeschi tenevano le alture dominanti e battevano costantemente le postazioni nemiche con fuoco d'artiglieria e incursioni aeree, obbligando i sovietici a sbarcare i rifornimenti solo con il favore del buio; ciononostante, le forze di Potapov riuscirono a conquistare l'intero abitato di Stanička il 10 febbraio e a spingersi fino ai sobborghi meridionali di Novorossijsk il 14 febbraio, ampliando il perimetro della Malaja Zemlja a 34 chilometri di lunghezza e sette di profondità. Alla fine, entrambe le parti si attestarono a difesa anche per il peggiorare delle condizioni meteo.

## Conseguenze

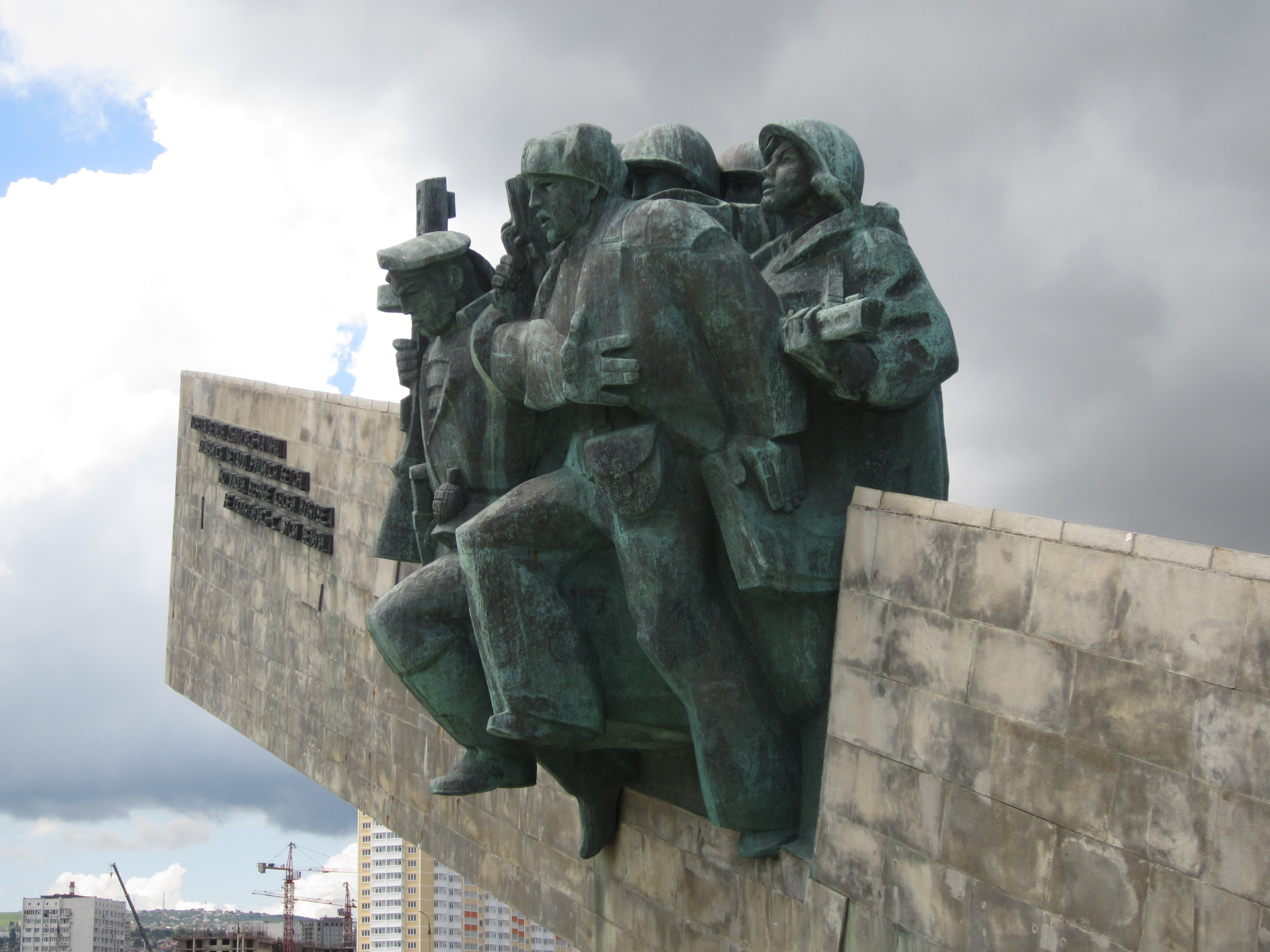
Il gruppo scultoreo del memoriale di Novorossijsk; il monumento è stato realizzato sul luogo dello sbarco delle truppe di Kunikov a Capo Khako

La grande offensiva sovietica per liberare Novorossijsk e schiacciare la 17ª Armata tedesca nel Kuban andò incontro a un sostanziale fallimento: lo sbarco a Južnaja Ozerejka fu una pesante sconfitta che costò ai reparti sovietici 630 caduti in combattimento, più di 200 annegati durante lo sbarco e 542 prigionieri caduti in mano ai tedeschi, mentre gli scontri per il possesso della Malaâ Zemlâ, protrattisi per diversi mesi a seguire, causarono non meno di 21 000 perdite nei ranghi dell'Armata Rossa. È difficile dire se il possesso di Capo Khako si sia rivelato di qualche utilità per le forze sovietiche: la postazione negava ai tedeschi l'uso del porto di Novorossijsk, ma la 17ª Armata disponeva di ulteriori scali portuali e campi d'aviazione nelle sue retrovie nella penisola di Taman', che si dimostrarono più che adeguati per portare a termine la progressiva evacuazione dell'armata dalla cosiddetta "testa di ponte del Kuban'" più avanti nel corso dell'anno; benché fondamentalmente inutili nell'agevolare la riconquista di Novorossijsk, gli scontri di Malaâ Zemlâ furono nondimeno mitizzati dalla propaganda sovietica.
La liberazione di Novorossijsk dovette attendere ancora diversi mesi. Il 17 aprile i tedeschi sferrarono una grande controffensiva (operazione Neptune) contro le postazioni sovietiche nella Malaâ Zemlâ impiegando tre divisioni; seguirono pesanti scontri con i sovietici attestati a difesa che portarono alla riconquista da parte tedesca di parte del terreno perduto in febbraio, ma l'operazione si concluse il 23 aprile senza essere riuscita a eliminare completamente la testa di ponte sovietica. La situazione rimase fondamentalmente stazionaria fino ai primi di settembre 1943, quando i tedeschi avviarono infine l'evacuazione della regione del Kuban; approfittando dell'avvio del ripiegamento, nella notte tra il 9 e il 10 settembre i sovietici lanciarono un nuovo grande attacco sul fronte di Novorossijsk: l'azione fu appoggiata da vari sbarchi anfibi a nord e ovest del porto di Novorossijsk, anche se senza troppo successo. Il V Corpo d'armata trattenne le forze sovietiche quel tanto che bastava a completare la demolizione delle strutture portuali della città, dopodiché si ritirò verso ovest; Novorossijsk fu quindi completamente liberata dai sovietici il 16 settembre 1943.

## Il ricordo
La memoria degli scontri di Novorossijsk del febbraio 1943 ottenne nuova linfa negli anni 1970, in particolare dopo l'ascesa di Leonid Il'ič Brežnev alla carica di Segretario generale del PCUS: Brežnev, all'epoca dei fatti, ricopriva la carica di commissario politico della 18ª Armata sovietica e compì vari viaggi nella testa di ponte della Malaâ Zemlâ per incoraggiare le truppe che qui combattevano. Brežnev parlò di questa esperienza nel suo primo libro di memorie, intitolato appunto Malaâ Zemlâ, esagerando notevolmente il suo ruolo nei combattimenti.
Novorossijsk fu insignita del titolo onorifico di "Città eroina" nel 1973, status concesso a sole altre undici città dell'Unione Sovietica tra cui Mosca, Leningrado e Stalingrado; una serie di imponenti monumenti dedicati agli scontri del febbraio 1943 e alla difesa della Malaâ Zemlâ fu poi inaugurata negli anni a venire.